# 替代役 (中華民國)
替代役（Substitute Service）是臺灣兵役制度的一種，為《兵役法》中所規定的四種「兵役」之一。但與其他兵役不同的是，替代役服役期間是於政府或公共機關中服務，並以內政部為主管機關。現役役男不具備現役軍人身分（無軍人身分證）、不受軍法審判、不屬國防部管轄（屬於內政部管轄）；但仍可享有部分軍人福利，例如軍警票、國軍英雄館住宿優惠等。而其退役後身分為替代役備役，須接受主管機關召集服勤，首次召集於2013年7月12日在臺中市實施。
替代役的構想源自於早實行於歐洲國家的社會役，立法院於2000年1月完成《替代役實施條例》立法及《兵役法》修正，內政部於同年8月3日正式徵集第001梯次替代役男。在此之前，國防部曾與內政部協調，擬定修憲為：「人民有依法律服兵役之義務；在國防軍事無妨礙時，得以其他方式服役」，但最終改為將替代役制度納入《兵役法》實施。
2018年起，配合常備兵役軍事訓練全面實施，1993年12月31日以前出生之役男全面轉服1年替代役；產業訓儲替代役停止辦理。1994年-2003年12月31日以前出生之役男服役時間為半年（家庭因素之役男服役時間為4個月）
2023年台灣「兵役法」修法將民國93年次（2004年）以後出生之役男全改服一年兵役顧替代役同理（家庭因素之役男同理），無補充兵制度，現實施之替代役役別有「消防役」，「民防役」，「社會役」三種。

## 歷史
- 2000年1月，《兵役法》修正，修法納入替代役相關規定；完成《替代役實施條例》立法。
- 2000年8月，首次徵集第1梯次替代役入營。
- 2002年3月，配合替代役制度實施，內政部將役政司中部辦公室整合相關單位成立「內政部役政署」。
- 2008年，將原先由國防部辦理的「國防工業訓儲預備軍士官」（國防役）納入，稱為「研發替代役」。
- 2013年，對1994年1月1日以後出生之役男開始實施4個月常備兵役軍事訓練，配合兵役制度向全募兵制過渡，開放常備兵役役男申請一般替代役。
- 2014年4月，首度辦理常備兵役役男申請一般替代役抽籤。
- 2015年，實施「產業訓儲替代役」。
- 2018年起，配合常備兵役軍事訓練全面實施，1993年12月31日以前出生之役男全面改服一般替代役；產業訓儲替代役停止辦理。
- 自2024年起，對2005年1月1日以後出生之役男實施1年常備兵役現役徵集，配合兵役制度改變，同時期出生之役男替代役役期也將相應變更為1年或以上。

### 兵役制度變革
- 2011年，國防部宣佈停止義務役兵役制度(停止徵集服常備兵現役，改徵集接受常備兵役軍事訓練之時間及年次事宜)。稱：1994年（民國83年）1月1日（含當日）以後出生的男性只需接受四個月軍事訓練，為了確保兵役公平性，防止部分役男以延長修業、重考、轉學及報考研究所等方式蓄意逃避2013年最後一年徵兵，國防部與內政部已經達成共識，1994年前出生的男性即使2013年以後完成大學學業仍必須服一年的替代役[5]。
- 2013年，因募兵情況不理想，中華民國兵役制度將由徵兵制改為過渡時期替代役，再行全募兵制延後2年上路。
- 2018年1月1日前，1993年12月31日前出生役男若屬常備役體位，仍要入營服役，影響人數約6萬人。
- 2017年8月7日行政院核定內政部役政署提出「107至109年替代役類別及員額實施計畫」研發替代役名額逐年減少，預計最快2021年研發替代役將走入歷史。

### 歷年缺額
- 2012年前未公告
- 2013年：公告15,000名役男名額，但有18,000人申請。
- 2014年：公告兩萬個一般替代役男名額（含新北市7,000人、臺中市5,000人、台北市5,000人、其他縣市3,000人），但有逾40,000人申請。
- 2015年：一般替代役6200名、專長替代役2736名、研發替代役9397名，用人單位包括半導體、光電、資訊及電子等各類民間產業及公部門共769家[6]。
  - 內政部公告研發替代役有777家用人單位提出申請，包括半導體、光電、資訊及電子等各類產業，需求員額數達到9,081人[7]。

## 詳細內容
替代役識別標誌意涵：
- 圖中間以頭戴兵帽，面露微笑之圖樣為主體，代表著快樂的服替代役。
- 替代役為兵役之一環，上下不同方向的弧形箭頭，意指役男同是履行兵役義務，有選擇替代役以服務國家社會的機會。
- 箭頭為橙、綠兩種顏色，綠色代表平和明亮，橙色代表充滿活力，象徵替代役為兵役注入一股新的力量與朝氣。
- 藉由替代役徽章，傳達替代役服務社會人群之精神。

### 服役資格
- 為中央警察大學與警察專科學校畢業生（如畢業後3年內未考取警察資格或在學期間遭退學處分，需依相關法律另行處理）
- 體位因素（1993年以前出生之役男經徵兵檢查，體位被判定為替代役體位者）
- 專長資格申請、志工資格申請
- 家庭因素[8]
- 宗教因素（如耶和華見證人信徒）
- 一般資格申請（常備役體位得依規定申請服一般替代役）

### 服役役種
| 役種           | 辦理年度       | 條件                                                                                                 |
| -------------- | -------------- | --- |
| 一般替代役     | 2000年至今     | 經徵兵檢查，體位被判定為常備役體位者，每年分上下年度申請，依照目前法規命令役期比替代役體位長。       |
| 研發替代役     | 2008年至今     | 具國內或採認之國外大學研究所碩士以上學歷者，不分體位均可申請，除體位因素外，其餘皆須依規定提出申請。 |
| 產業訓儲替代役 | 2015年至2017年 | 具國內大專以上之學歷者，不分體位均可申請。                                                           |

### 服役役期
替代役之役期配合臺灣兵役制度變革曾經多次改變，但依照《兵役法》須不短於該年次常備兵役現役之徵集或軍事訓練時間。
| 因素                           | 1993年12月31日以前出生者 | 1994年1月1日－2004年12月31日出生者 | 2005年1月1日以後出生者 |
| ------------------------------ | ------------------------ | ---------------------------------- | ---------------------- |
| 替代役體位服替代役者           | 1年                      | 改服12日補充兵役                   | 1年                    |
| 因家庭因素申請服替代役者       | 1年                      | 4個月（替代役體位不可申請）        | 1年                    |
| 因宗教因素申請服替代役者       | 1年15天（不分體位）      | 常備役體位6個月、替代役體位12天    | 1年2個月（不分體位）   |
| 常備役體位以專長申請服替代役者 | 1年15天                  | 6個月、國外服勤者為10個月          | 不開放申請             |
| 研發替代役、產業訓儲替代役     | 3年                      | 1年6個月                           | 不開放申請             |

研發替代役與產業訓儲替代役的三年役期，分為3階段。第1階段，2週的基礎訓練及專業訓練；第2階段，約為11個月；第3階段，役期約2年。1994年1月1日後出生之役期縮短到18個月，但配合國家兵役政策調整，產業訓儲替代役已經於2018年起停止辦理。

## 訓練
- 第一階段軍事訓練：訓練時間分為上半年和下半年，全國役男除宗教因素申請者外均在台中市烏日成功嶺的替代役訓練班進行基礎訓練。
- 第二階段專長訓練：依照役別到專業訓練單位進行訓練。
- 第三階段分發單位：依照最後抽籤得到的單位別進行分發，一併交由管理人管理。

### 軍事基礎訓練

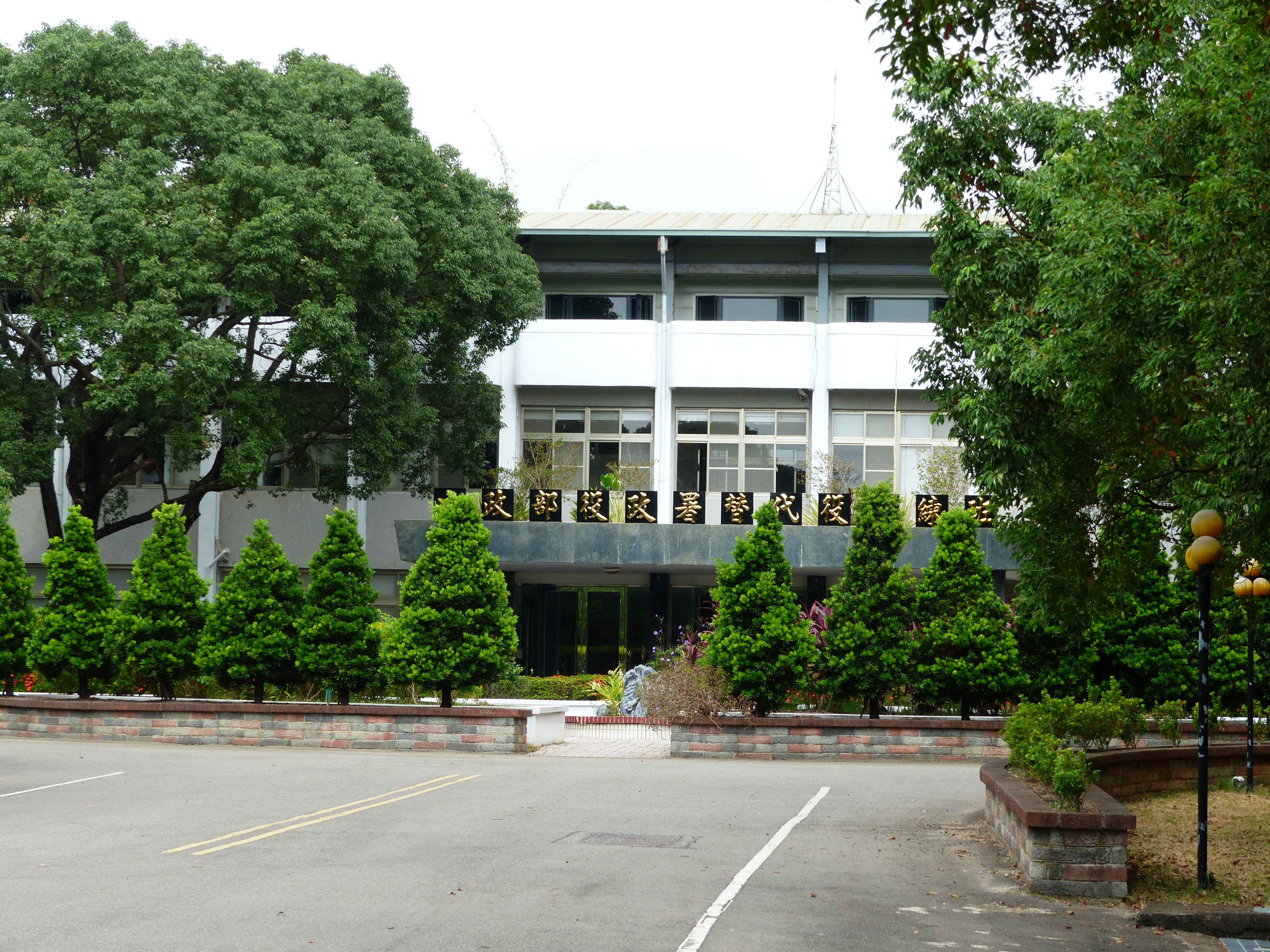
成功嶺替代役訓練班班本部。

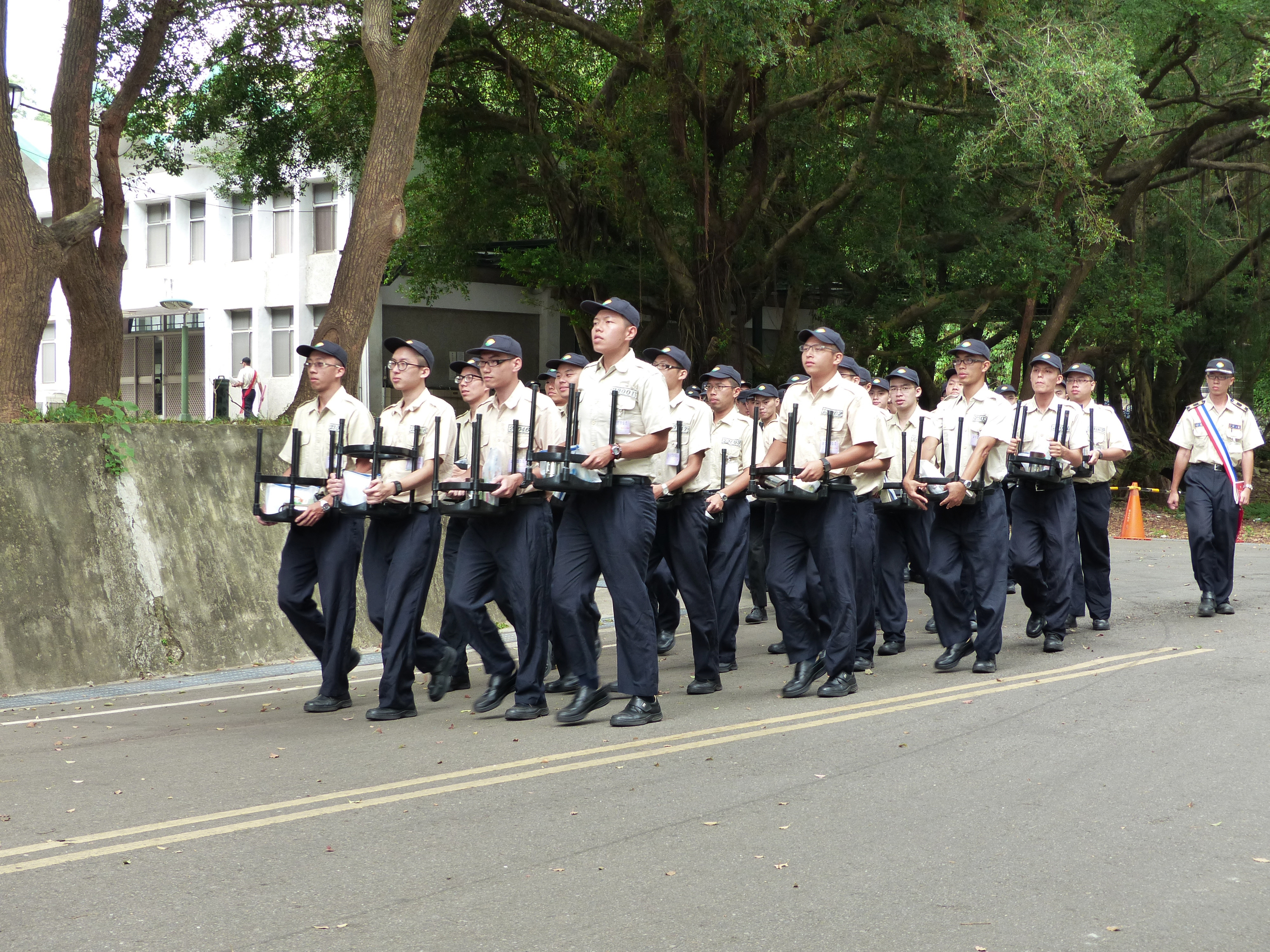
訓練班持凳行進的替代役役男。

- 替代役受訓，是指先在成功嶺由中華民國陸軍（1～22梯）／替代役訓練班（23梯至今）教導，以期受訓者能適應剩餘役期的歲月時光。
- 訓練時間：替代役男除宗教因素申請者外，徵集後均須於台中成功嶺營區接受18天之軍事基礎訓練。
- 第65梯以前：軍事訓練期間為一個月，其中包含訓期間懇親假1天、休假2天，結訓後探親假3天。
- 第66梯至第120梯：訓期縮短為3週，包含中間休假2天、結訓後探親假3天。
- 第121梯至130梯：訓期為18天，訓練期間不休假，結訓後探親假縮短為2天。
- 第131梯至135梯：訓期恢復跟第66～120梯一樣為3週，包含中間休假2天、結訓後探親假3天。
- 第136梯至146梯：訓期縮短為16天，訓練期間不休假，結訓後探親假2天，收假後分發撥交，受訓期間未休假天數4天至分發服勤單位之日起6個月內完成補休假。
- 第147梯至150梯：訓期恢復和第131～135梯相同為3週，包含中間休假2天、結訓後探親假3天。
- 第151梯至166梯：訓期縮短為16天，訓練期間不休假，結訓後探親假2天，收假後分發撥交，受訓期間未休假天數4天至分發服勤單位之日起6個月內完成補休假。
- 第167梯至173梯：訓期仍維持為16天，訓練期間不休假，結訓後探親假4天，收假後分發撥交（除家庭因素的公共行政役，延後三天臨時在成功嶺暫時管理，三天後才撥交）。
- 第174梯至208梯：訓期縮短為12天，訓練期間不休假，收假後分發撥交，受訓期間未休假天數2天（第208梯為3天）至分發服勤單位之日起，於服役期間屆滿前完成補休假。
- 第209梯起：訓期原本恢復為18天，惟211梯次起配合防疫要求採滾動調整訓期維持15天為原則，213梯至219梯星期一入營，2週後星期一結訓撥交，訓練期間不休假，受訓期間未休假天數至分發服勤單位之日起6個月內完成補休假。

### 訓練編制
替代役軍事基礎訓練部隊編制，採「大隊＞中隊＞區隊＞分隊」之編排，大小相當於國軍之營、連、排、班；大隊以上由內政部替代役訓練及管理中心為最高指導機構。新進役男依其戶籍地分派至各中隊，再由各中隊進行分隊編組。每個中隊均有中隊長、副中隊長各一名，以及幹部級職區隊長和分隊長及列編數名勤務役男，其中中隊長、副中隊長以上由軍職人員擔任，之下的區隊長／分隊長則由替代役訓練班管理幹部擔任，列編之勤務役男由幹訓期間轉調實習勤務或各梯次受訓一般替代役男擔任勤務一職。

### 訓練內容
軍事訓練內容包括基礎體能訓練（3,000公尺越野、運動課程），基本教練，及各式講座（服務性質、急救課程、防身擒拿術及替代役權利義務等）。訓練期末實施3,000公尺跑走鑑測、基本教練鑑測及筆試期末測驗，其成績將作為基礎訓練成績，併入分發服勤單位之總成績計算中。自第209梯次起，受訓期間配置40小時初級救護技術員(EMT1)課程，協助受訓役男取得EMT1證書，培育受訓役男具備緊急救護技能。並自232梯次起，將EMT1證書納入期末測驗成績計算。

### 役別徵選
訓練期間會進行役別甄選程序，選定未來服役役別，其後按照役別種類，於軍事基礎訓練結訓後，再由各需用機關於其指定地點進行一至十二週不等的專業訓練。

### 替代役之歌（軍歌）比賽
軍事訓練期間會以中隊為單位，舉行「替代役之歌」比賽（第68梯前為軍歌比賽），性質類似軍歌比賽，惟改唱「替代役之歌」，並加入團隊創意表演。經評選第一名之中隊，全中隊給予榮譽假4小時；二 三名之中隊，全中隊給予榮譽假2小時。

### 替代役四大信念
- 愛心（Love）：服一般兵役是盡忠，服替代役是盡愛，應帶著愛心來服務人群，發揮潛力改善社會風氣。
- 服務（Service）：替代役役男以志工精神為楷模，其精髓在服務，服務的五大要訣是「主動、禮貌、迅速、經濟與創新」。
- 責任（Responsibility）：替代役役男需有責任感才有尊嚴與踏實，並進而達到「犧牲享受，享受犧牲」的境界。
- 紀律（Discipline）：替代役役男應有嚴明的紀律以及個人的自我要求砥礪。

## 服勤

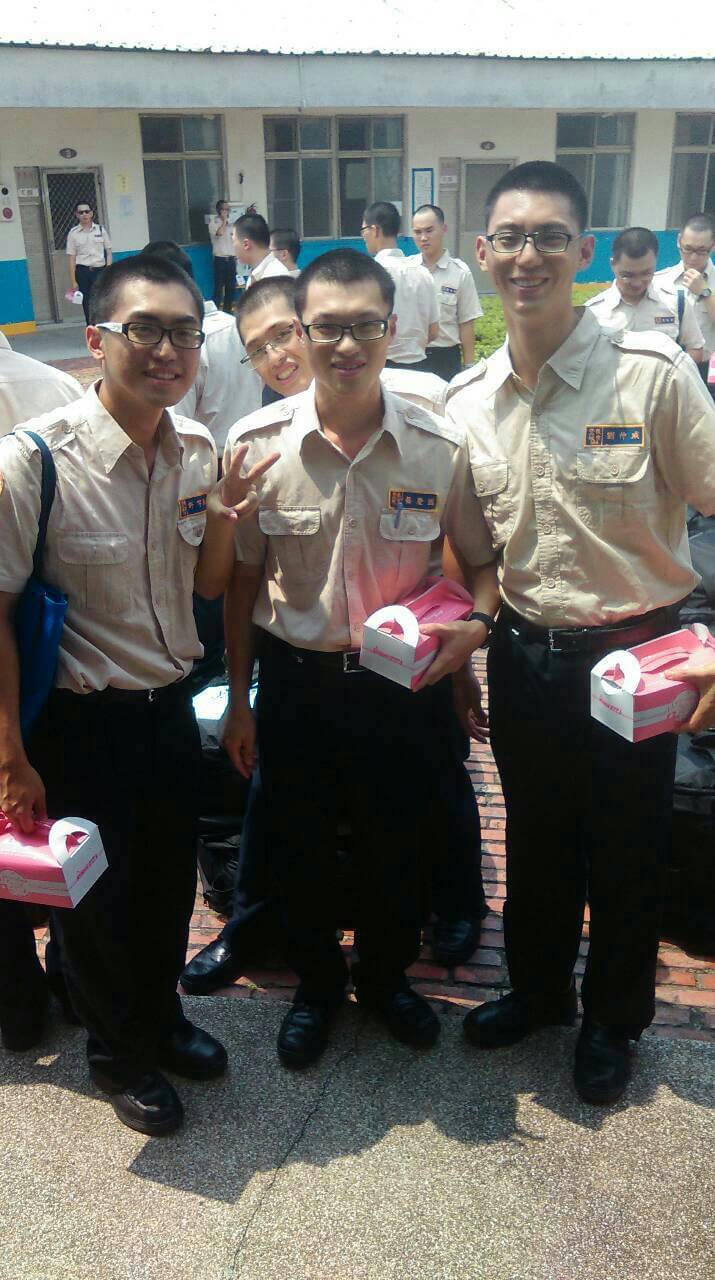
專長訓練階段的替代役役男

替代役自成功嶺受訓之後，展開分發到各用人單位（俗稱：下單位），又可區分為一般替代役以及研發替代役。

### 一般替代役
- 一般替代役可分為十五個役別：

1. 警察役（分屬海洋委員會海巡署、內政部警政署、內政部移民署、法務部矯正署、交通部管轄）擔任機動保安警力、守望相助社區巡守、交通助理、矯正機關勤務、收容處所警衛及其他安全維護等相關輔助勤務。
2. 消防役（內政部消防署管轄）需具備EMT-1或以上資格者，擔任地方消防局救災及救護、病患救助等輔助性勤務、備勤、支援處理緊急事故。同時協助其他消防勤務、公益服務及臨時指派之輔助性行政工作[10]。
3. 社會役（分屬衛生福利部、勞動部、退輔會管轄）擔任兒童與少年、老人與病、殘榮民及身心障礙者之照顧，協助推動社會保險、社會救助、福利服務、國民就業、國民保健、殯葬管理及其他社會福利等相關輔助勤務。
4. 環保役（分屬環境部及經濟部水利署管轄）擔任環保稽查、檢驗、資源回收、環境清潔維護、輻射建築物偵檢、建築管理、河川管理、水資源管理、集水區保育、地質調查、協助氣象觀測等相關輔助勤務。
5. 醫療役（衛生福利部管轄）擔任山地、離島、偏遠地區、國外、醫療資源缺乏區與相關衛生醫療單位等之醫療保健服務及防疫、稽查、公共衛生之管理等相關輔助勤務。
6. 農業服務役（含農業和漁業，農業部管轄）擔任漁業、植物、森林、土壤與農業等資源調查、森林遊樂區導覽服務、農業建設、農業試驗檢測、農業資源展覽導覽服務、山坡地與動植物保育養護及動植物防疫檢疫等農業相關輔助性勤務。
7. 教育服務役（分屬教育部、僑委會管轄）擔任山地、離島、偏遠地區、師資缺乏區國民中、小學、特殊教育與海外僑校輔助教學，及協助校園安全、中輟生輔導等教育相關輔助性勤務。
8. 司法行政役（司法院或法務部管轄）
9. 文化服務役（分屬文化部、故宮博物院管轄）
10. 經濟安全役（經濟部管轄）
11. 土地測量役（內政部或財政部管轄）
12. 公共行政役（內政部役政司以及內政部替代役訓練及管理中心管轄） 擔任政府機關公共行政等輔助性勤務；替代役基礎軍事訓練專業訓練及輔導教育等訓練管理工作（替代役訓練班管理幹部或勤務役男）
13. 外交役（教育部和外交部共同管轄）
14. 體育役（教育部體育署管轄）主要是協助中華代表隊於各種大小國際賽事支援，以及場地清理維護。類似國軍的各個軍種的體育代表隊。通常遇到各種國際賽事，體育役男是必須徵召的。徵選條件非常嚴格：五年內於國際賽事奪牌者、三年內國內賽事奪牌者、在校其間代表中華隊於各種賽事爭光者等嚴苛之條件，如此嚴格的條件只有教育服務役中的專長役（英語專長、中小學教育專長、心理輔導專長）可以比擬。如果於服役期間奪下重點國際賽（奧運、世界運動會、亞運、各項錦標賽等）之金銀牌者，除可抵消役期數日外，另給予與國手等級的獎金（如國光獎金）。
15. 觀光服務役（交通部、內政部國土管理署管轄）
16. 警校畢業生：自2007年7月的梯次（51梯）開始，正式將臺灣警察專科學校、中央警察大學畢業生加入替代役的行列。舉凡達到兵役年齡且未服兵役之警校畢業生，須於台中成功嶺替代役訓練班進行訓練（受訓時間同替代役），受訓21天後，取得替代役備役身份，如服務未滿規定年限，需補服役期。

自107年4月25日替代役實施條例修正後，一般替代役之役別修正為：
1. 警察役：（分屬海洋委員會海巡署、內政部警政署、內政部移民署、法務部矯正署、交通部管轄）擔任機動保安警力、守望相助社區巡守、交通助理、矯正機關勤務、收容處所警衛及其他安全維護等相關輔助勤務。
2. 消防役：（內政部消防署管轄）擔任防災、救災及傷病患救助等相關輔助勤務。
3. 社會役：（分屬衛生福利部、勞動部、退輔會管轄）擔任兒童與少年、老人與傷病榮民及身心障礙者之照顧，協助推動社會保險、社會救助、福利服務、國民就業、國民保健、殯葬管理及其他社會福利等相關輔助勤務。
4. 環保役：（分屬環境部及經濟部水利署管轄）擔任環保稽查、檢驗、資源回收、環境清潔維護、輻射建築物偵檢、建築管理、河川管理、水資源管理、集水區保育、地質調查、協助氣象觀測等相關輔助勤務。
5. 醫療役：（衛生福利部管轄）擔任山地、離島、偏遠地區、國外、醫療資源缺乏區與相關衛生醫療單位等之醫療保健服務及防疫、稽查、公共衛生之管理等相關輔助勤務。
6. 教育服務役：（分屬教育部、僑委會管轄）擔任山地、離島、偏遠地區、師資缺乏區國民中、小學、特殊教育與國外輔助教學，及協助校園安全、中輟生輔導等教育相關輔助性勤務。
7. 農業服務役：（含農業和漁業，農業部管轄）擔任漁業、植物、森林、土壤與農業等資源調查、森林遊樂區導覽服務、農業建設、農業試驗檢測、農業資源展覽導覽服務、山坡地與動植物保育養護及動植物防疫檢疫等農業相關輔助性勤務。
8. 原住民族部落役：（原民會管轄）擔任民族教育文化及語言保存發展、部落經濟產業發展、部落健康照顧、就業服務、社會福利服務、都會區原住民族聚落發展、原住民族文化（物）館營運管理及原住民族相關業務等輔助性勤務。
9. 其他經行政院指定之役別：其勤務由需用機關擬訂計畫，報經主管機關核轉行政院核定之。
10. 警校畢業生：自2007年7月的梯次（51梯）開始，正式將臺灣警察專科學校、中央警察大學畢業生加入替代役的行列。舉凡達到兵役年齡且未服兵役之警校畢業生，須於台中成功嶺替代役訓練班進行訓練（受訓時間同替代役），受訓21天後，取得替代役備役身份，如服務未滿規定年限，需補服役期。

### 研發替代役
研發替代役（研發役）是中華民國兵役制度中替代役的一種，開始於2008年，以內政部役政署（現為內政部役政司）為主管機關。用來取代之前國防部辦理的國防役，目的則由原先國防役為了武力研發增强國家安全為主，研發役取代後除了原先武力研發外，更擴展至民間企業，以國內碩博士高知識份子為國內企業提升競爭力而帶動整體國家經濟。

## 管理幹部
管理幹部員額，以不超過需用機關服勤替代役役男總人數十分之一為原則。但替代役訓練班所需管理幹部之員額不在此限。

### 甄選與訓練
- 一般服勤處所管理幹部：一般替代役役男，凡品德優良、具領導管理能力、無違反社會秩序維護法及刑案紀錄，得由需用機關依考核成績擇優甄選，經幹部在職訓練合格後，核定為管理幹部，擔任領導及考核管理工作。
- 替代役訓練班管理幹部：替代役訓練班之管理幹部訓練，由替代役訓練班所屬之幹訓中隊，在近兩週中進行基礎訓練和專業訓練，受訓後掛階為分隊長並撥交至各一般中隊，擔任替代役基礎訓練的訓練和管理工作。受訓期間未達合格標準則轉調勤務役男，協助替代役訓練班環境整潔、交管安全、各項勤務執行等工作。

### 替代役幹部階級
替代役訓練班之分隊長及區隊長由替代役男選拔受幹部訓後擔任，著替代役淺卡其色制服，且肩章樣式與現役軍人不同。副中隊長(含)以上職務由現役軍人擔任，仍著軍服並配戴現役軍人肩章。
| 職務         | 大隊長   | 副大隊長 | 中隊長   | 副中隊長 | 區隊長       | 分隊長       |
| ------------ | -------- | -------- | -------- | -------- | ------------ | ------------ |
| 幹部來源     | 軍職擔任 | 軍職擔任 | 軍職擔任 | 軍職擔任 | 替代役男選拔 | 替代役男選拔 |
| 肩章         |          |          |          |          |              |              |
| 國軍同等軍階 | 中校     | 少校     | 上尉     | 中尉     | 少尉         | 下士         |
| 國軍同等職務 | 營長     | 副營長   | 連長     | 副連長   | 排長         | 班長         |

## 薪資
替代役薪資原則上比照國軍義務役相同等級標準敘薪，另有管理幹部加給、地域加給、主副食費、交通費及年終獎金等其他津貼或費用。

### 一般替代役
- 申請原因包含專長、家因、宗教等因素
- 自服役之日起至屆滿6個月當月末日止，依規定每月比照國軍義務役二等兵薪給6,780元。
- 自服役滿6個月之次月起，依規定每月比照國軍義務役一等兵薪給7,400元。
- 伙食費：若服勤單位開伙：3,550元，且直接匯入服勤單位；若不開伙，則係4,645元。

### 研發替代役
- 申請資格及辦法 : 有碩博士學位者經國家審核資格通過後，需自行向有研發役職缺公司應徵進行面試。
- 服役第一階段（含軍事基礎訓練及專業訓練期間）：依國軍義務役二等兵薪給給薪，另給主副食費、交通津貼、住宿津貼等。
- 服役第二階段（訓練期滿分發用人單位後至體位替代役應服役期期滿為止）：碩士學歷者比照下士薪給給薪，博士學歷者依少尉薪給給薪；另給主副食費、交通津貼、住宿津貼等合計碩士學歷每月支薪25,215元(薪俸12,310元+主副食費4,645元+住宿津貼7,000元+交通津貼1,260元)，博士學歷每月支薪30,855元(薪俸17,950元+主副食費4,645元+住宿津貼7,000元+交通津貼1,260元)。
- 服役第三階段（扣除前二階段後所餘役期）：其與用人單位間具僱傭關係，有關勞動條件及保險事項，依勞動基準法、勞工退休金條例及勞工保險條例規定辦理，其所需費用由用人單位負擔。

### 管理幹部
- 一般服勤處所管理幹部：依規定每月比照國軍義務役下士班長（領導加給）薪給14,720元。
- 替代役訓練班管理幹部：分隊長依義務役下士薪給給薪；區隊長則比照國軍義務役少尉排長（領導加給）薪給每月21,950元。

## 知名役男
- 連加恩（001梯），第一屆外交替代役，到西非布吉納法索服役，在當地蓋孤兒院、發起用垃圾換舊衣，因而成為「外交睦誼獎章」最年輕得主，並獲頒布國的「騎士勳章」。[11]

## 爭議事件
- 2011年6月9日，宗教因素（耶和华见证人，社會役第84梯）替代役男杨进胜，因不滿服勤之同单位方姓役男不愿代为购买移动电话预付卡、以及在路上相遇离开时未打招呼，当街将方男脖子及手臂掐伤瘀青，而被控伤害罪。[12]
- 2012年2月16日，高雄民眾李先生到行政院南部聯合服務中心洽公，發現6樓行政院莫拉克颱風災後重建推動委員會南部辦公室一名替代役男在執勤時間斜躺在櫃檯後方座椅睡覺，而向台灣蘋果日報報料。[13]
- 2012年3月23日（事件報導日期），宜蘭縣政府社會處擔任幹部的替代役資深老兵要求菜鳥新兵熟記單位分機、公務員職掌等資料，抽背失敗就禁假、罰寫、買宵夜。[14]
- 2012年4月24日，替代役男陳俊銘於成功嶺替代役訓練班醫療中隊服役期間離奇身亡的案件，內政部役政署副署長李忠敬一句「我就是說瞎話，妳也要讓我說完」刺傷家屬情緒。（另見陳俊銘事件）
- 2015年6月18日（事件報導日期），高雄市政府消防局梓官分隊半夜正在睡覺的陳姓替代役男被休假回到隊上的57歲李姓消防員講話吵醒，陳男要李男「小聲點」，引發李男不滿、當場說要教訓陳男。[15]
- 2019年4月5日（事件報導日期），張姓替代役男指控在內政部役政署服役期間，遭一名張姓女技工言語霸凌，甚至被推下樓梯，造成腦震盪。[16]
- 2019年10月15日（事件報導日期），藝人林柏昇（KID）因在服勤單位南投替代役中心辦公室裸露下體騎在同袍身上，照片遭到流出，因而上了版面。役政署副署長沈哲芳原表示：「在辦公室裸下體，在所難免。」今則態度丕變，強調會將KID列為案例教育，加強役男法紀觀念宣導，並取消其績優資格，希望能亡羊補牢。[17]

## 社會觀感
由於替代服務是非軍人，部份人認為服替代役的人有體弱有傷病或逃避軍事訓練的負面印象，這導致了對替代役役男的歧視。
部份人認為，當兵、服兵役、從軍與軍旅生涯等名詞，非替代役專用的詞彙，替代役使用，可能會遭到反感。

## 相關著作
- 《當個不一樣的兵：替代役通關實務》，洪錦成，永然文化，2002年1月出版，語言：繁體中文，ISBN 957-485-117-6
- 《雪山盟：國家公園替代役傳奇》，楊政峯，自版，2013年1月出版，語言：繁體中文，ISBN 978-9574182558
- 《替代役管理實務手冊》，內政部役政署，2005年出版，語言：繁體中文
- 《爽兵報到：替代役男教戰手冊》，李中，麥田出版，2004年8月24出版，語言：繁體中文，ISBN 978-9867413208

## 外部連結
- 內政部役政署
- 替代役之歌（繁體中文）
- 教育服務役（繁體中文）
- 內政部社會司社會役 （页面存档备份，存于）（繁體中文）
- 司法院司法行政役（繁體中文）
- 聖稜的星光-雪霸國家公園替代役的故事（繁體中文）
- 體委會棒球代訓制度 （页面存档备份，存于）（繁體中文）
- 劇本：無可替代替代役[永久]（繁體中文）
- 內政部替代役消防役役男 （页面存档备份，存于）（繁體中文）